# Israëlisch-Albanese betrekkingen
De betrekkingen tussen Israël en Albanië verwijzen naar de internationale betrekkingen tussen de Staat Israël en de Republiek Albanië. Israël heeft een ambassade in de Albanese hoofdstad Tirana en Albanië heeft een ambassade in de Israëlische stad Tel Aviv.
De relaties tussen de twee landen zijn goed en vriendelijk. De redenen hiervan zijn onder anderen het feit dat Albanië het enige Europese land was, van alle landen die werden bezet door de Asmogendheden gedurende de Tweede Wereldoorlog, dat na de oorlog een grotere Joodse bevolking had dan daarvoor, als gevolg van Albanese burgers die Joden beschermden. Aan de andere kant ving Israël in 1999 Albanese vluchtelingen op uit de Kosovo-oorlog en voorzag hen van medische zorg, eten en onderdak. Aan de andere kant steunen Albanië en Kosovo, Israël in het Israëlisch-Palestijns conflict.Israël erkende Kosovo, een betwist gebied met een overwegend etnisch Albanese bevolking, op 4 september 2020 als onafhankelijke staat.
Albanië en Israël delen op een bepaalde manier ook enkele gelijkenissen. De oprichting van Albanië (1912) en Israël (1948) waren aanvankelijk tamelijk ongewenst door hun buurlanden, waarna ze werden bestookt door de rivaliserende legers. Een andere noemenswaardige gelijkenis is dat Albanië en Israël dezelfde belangrijke bondgenoot delen, namelijk de Verenigde Staten, dat historisch gezien in verschillende internationale verdragen en oorlogen steun gaf aan beide landen.

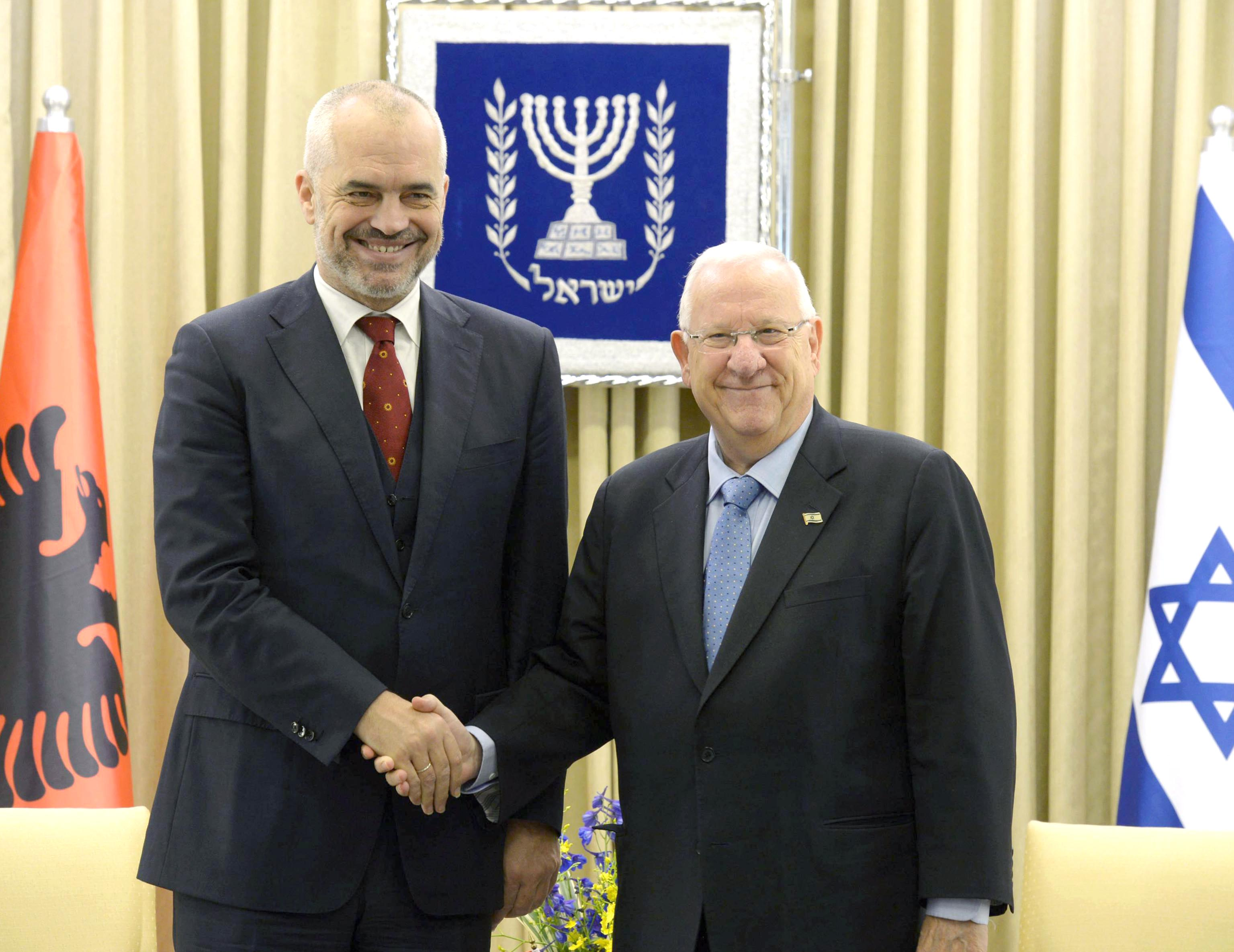
De Albanese premier Edi Rama en voormalig Israëlisch president Reuven Rivlin.

## Landenvergelijking
|                  | Israël                                                                                      | Albanië                                                                    |
| ---------------- | ------------------------------------------------------------------------------------------- | -------------------------------------------------------------------------- |
| Bevolking        | 8.675.475 (2020)                                                                            | 3.074.579 (2020)                                                           |
| Oppervlakte      | 22.072 km²                                                                                  | 28.748 km²                                                                 |
| Dichtheid        | 393,1/km² (2020)                                                                            | 106,9/km² (2020)                                                           |
| Hoofdstad        | Jeruzalem                                                                                   | Tirana                                                                     |
| Regeringsvorm    | Republiek                                                                                   | Parlementaire republiek                                                    |
| Officiële talen  | Hebreeuws                                                                                   | Albanees                                                                   |
| Religie          | Jodendom 74,4%, Islam 17,7%, Christendom 2%                                                 | Islam 56,7%, Christendom 17%, Atheïsme 2,5%,                               |
| Etnische groepen | Israëlische joden 74%, Palestijnen 22%, overig: Druzen, Tsjerkessen, Armeniërs en Arameeërs | Albanezen 82,6%, Grieken 0,9%, overig: Vlachen, Roma en Slavische volkeren |

## Diplomatieke betrekkingen
Albanië erkende Israël op 19 april 1949 als onafhankelijke staat. Op 19 augustus 1991 begonnen officieel de diplomatieke betrekkingen tussen de twee landen.
Na de val van het communisme in Albanië en de versoepeling van emigratie, vertrok het grootste deel van de Joodse gemeenschap in Albanië gedurende de jaren negentig naar Israël. In 2008 begonnen rechtstreekse vluchten tussen de twee landen. De landen kwamen ook overeen om de toeristenvisa te schaffen. In 2019 telde Albanië over dat jaar 20.000 Israëlische toeristen.

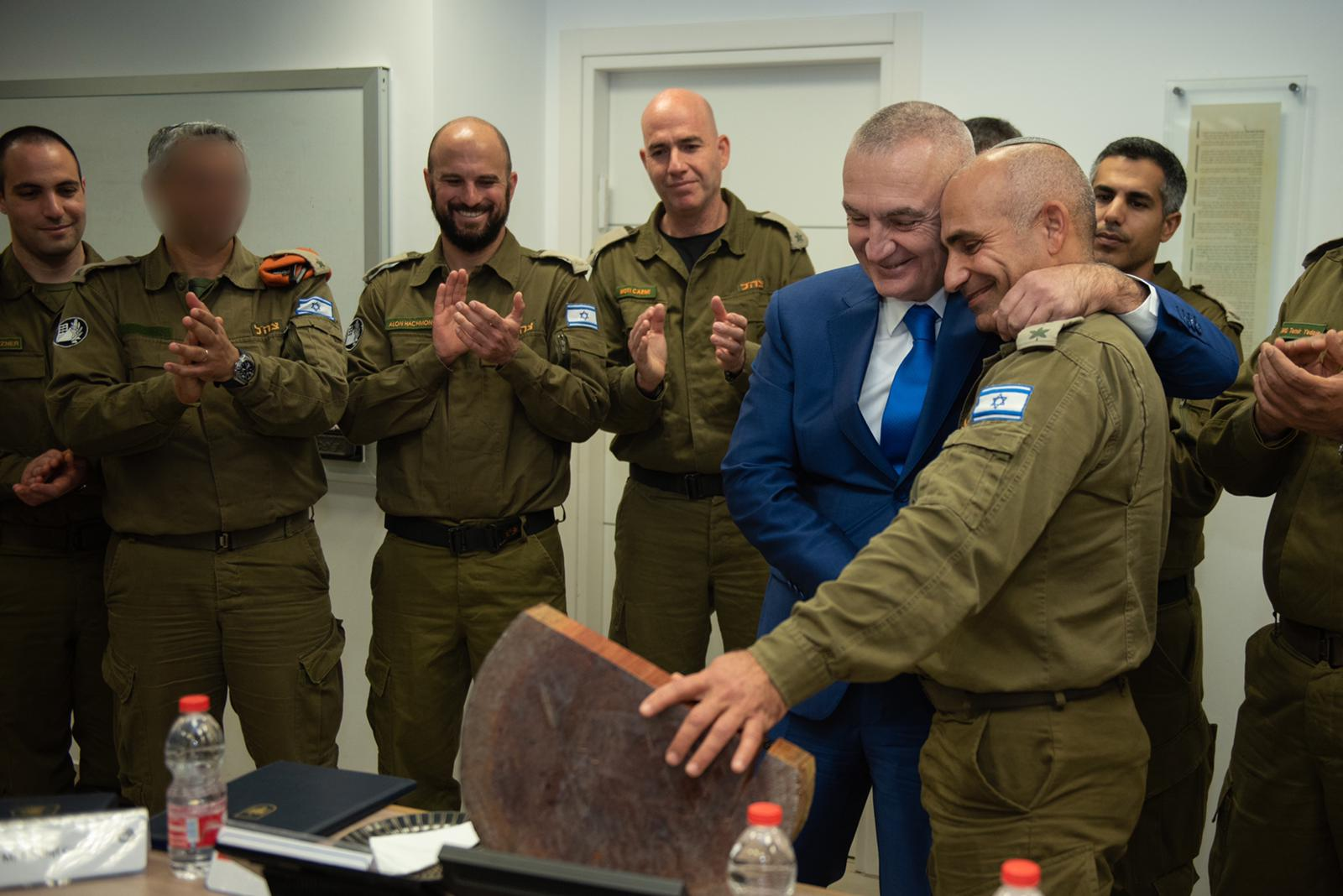
Voormalig Albanees president Ilir Meta tijdens een bezoek aan Israël. (2020)

Op 26 november 2019 trof een aardbeving de regio Durrës in Albanië waarbij 51 mensen om het leven kwamen, 3.000 gewond raakten en 11.000 gebouwen werden beschadigd. Israël stuurde militaire troepen van het Israëlisch defensieleger (IDF) en een reddingsteam om te zoeken naar overlevenden en voorzag Albanezen die dakloos werden, van waterdichte tenten.

## Relatie
In 2015 zei de toenmalige Israëlische premier Benjamin Netanyahu over Albanië: 'We vergeten onze vrienden nooit en we waarderen hen voor het tonen van menselijkheid, beleefdheid en moed in onze donkerste periode.' 
In 2020 onthulde Albanië een Holocaust-monument in de hoofdstad Tirana om de Joodse slachtoffers en de Albanezen die Joden beschermden te herdenken met een monument met de tekst 'Albanezen, christen of moslim, brachten hun leven in gevaar om de Joden te beschermen en te redden.' De Israëlische ambassadeur Noah Gal Gendler zei hierover: 'Een uitstekend voorbeeld van een klein land dat de waarden van menselijkheid, opoffering en liefde benadrukt, waarden die nog steeds fundamenteel zijn in Albanië.'
Vlak na de aardbevingen in Albanië zei de Israëlische minister Yisrael Kitz: 'We zijn er voor onze Albanese vrienden in moeilijke tijden  en bereid hen te helpen waar nodig is.'
Op 23 januari 2020 ontmoette de toenmalige Albanese president Ilir Meta soldaten van het IDF (Israëlisch Defensieleger) tijdens een officieel bezoek aan Israël en bedankte hen voor de hulp bij de hulpverlening gedurende de aardbevingen van november 2019 en sprak de woorden: 'We streven naar het verder uitbreiden van de vriendschappelijke betrekkingen tussen onze twee naties en onze landen.' Op de militaire basis kreeg Meta tevens een goude onderscheiding van het IDF.